# 刑事免責制度
刑事免責制度（けいじめんせきせいど）とは、一般には自己に不利な証言を拒絶することができる自己負罪拒否特権をなくす代わりに、その証言等を証人自身の事件に用いないことを保証する制度をいう。
証人に免責を与えることになるが、重要証人に証言拒絶権を盾に証言を拒絶させないことで、組織犯罪などでより重要な犯罪者の処罰を目指す場合などが想定されている。各国の制度によって、対象の犯罪が限定される場合や、証言を用いないだけでなく犯罪行為そのものも免責が認められる場合（行為免責）もある。
海外では、議会での証人喚問で証人に免責を与える制度も見られるが、日本においては刑事裁判で証人に免責が与えられる「刑事免責制度」の導入に留まっている。

## 日本における刑事免責制度

### 概要
日本においては、2016年5月成立の刑事訴訟法等の一部を改正する法律（改正刑事訴訟法第157条の2から3）で、2018年6月1日から協議・合意制度（日本版司法取引）とともに施行された。証人が証言を拒むことが想定される場合などに、検察官が事件の解明に必要な証言を得るために裁判所に請求を行い、裁判所が免責の決定を行う制度である。免責されるのは、証言とその証言から得られた証拠である。派生使用免責と呼ばれ、犯罪行為そのものは免責されないため、別の証拠をもとに有罪になる可能性はあり、民事裁判では証言が採用される可能性もある。本来なら自己負罪拒否特権（証言拒絶権）を盾に事件の解明に必要な証言を拒まれるところを、検察官が裁判所に請求を行い、免責が認められれば、証言を求めることができる。免責決定にもかかわらず証言が拒絶された場合は、免責が取り消され、証言拒絶罪や偽証罪で罰せられる可能性がある。協議・合意制度とは異なり、証人の同意が要件とされておらず、対象の犯罪も限定されていないため、協議・合意制度を補完する制度と考えられている。

### 適用事案
同制度が初めて適用された覚せい剤取締法違反事件の2018年6月の裁判員裁判では、免責された証人が検察官の質問に対して「覚えていません」と繰り返し、検察側の期待する証言は得られなかった、と見られている。
この証人尋問が行われた裁判では、被告人Ｘが中国から覚せい剤入りの荷物を送らせ、届いた荷物を証人Ａに回収させようとしたとして覚せい剤密輸の罪に問われていた。一方で、証人Ａ自身も被告人Ｘと共謀していたとして、別に起訴されていた。そのため、ＡがＸの裁判で免責される証言をしたとしても、別の証拠でＡ自身も有罪になる可能性があり、Ａにとって証言をするインセンティブが働きにくかったとの指摘もある。また、「覚えていません」と証言自体は行っているため証言拒絶罪に問えないことも影響していると指摘されている。しかしながら、ＡはＸの指示で荷物の回収に行ったとは証言しており、免責の効果が一定程度あったとの指摘もある。